# La memoria dell'acqua
La memoria dell'acqua (El botón de nácar) è un documentario del 2015 diretto da Patricio Guzmán.

## Trama
Il film è una meditazione visiva e sonora sulla geografia e la storia del Cile, strutturata attorno all'acqua che permea il paese e dà la vita ai suoi abitanti, guardando in particolare al destino di due gruppi perseguitati: gli indigeni e le vittime di Pinochet. Gli argomenti trattati includono: l'estremo nord del Cile, il luogo più povero d'acqua della terra, dove i radiotelescopi nel deserto scoprono ogni giorno di più sul cosmo; un compagno di scuola spazzato via dal mare; il genocidio vissuto dalle tribù indigene nell'estremo sud e un approfondimento su come è stato distrutto il loro stile di vita; la storia di Jemmy Button, portata dalla Terra del Fuoco all'Inghilterra; gli sforzi di Salvador Allende per riabilitare le tribù sopravvissute; i campi di concentramento allestiti sotto Pinochet; come i detenuti furono torturati e come i loro corpi, appesantiti da binari, furono gettati dagli elicotteri nel Pacifico; come un cadavere fu portato a riva; e infine come uno dei binari recuperati dal mare aveva un bottone della camicia di madreperla incrostato.

## Distribuzione
Il film è stato distribuito il 28 aprile 2016 in Italia da I Wonder Pictures.